# Cisówka (Góry Sowie)
Cisówka (niem. Eibenkoppe) – szczyt w Górach Sowich, liczący 490 m n.p.m. Znajduje się w pobliżu Rościszowa (dzielnica Pieszyc).
Cała góra pokryta jest lasem, jednak bliskość zabudowań sprawiła, iż nie włączono jej do Parku Krajobrazowego Gór Sowich.
Ze szczytu widać panoramę Pieszyc i przy dobrej widoczności Dzierżoniowa.